# Ткачикова Людмила Ігорівна
Ткачикова Людмила Ігорівна (* 3 вересня 1959, Київ) — українська художниця-мультиплікаторка.
Закінчила архітектурний факультет Київського інженерно-будівельного інституту (1977) й курси художниць/ків-аніматорок/ів кіностудії «Київнаукфільм» (1983).
З 1983 р. — аніматорка і режисерка студії «Укранімафільм».
Членкиня Національної Спілки кінематографістів України.

## Фільмографія
Створила фільми:
- «Твій люблячий друг», «Як козаки на весіллі гуляли» (1984, аніматорка),
- «Ненаписаний лист», «Сампо з Лапландії», «Із життя пернатих», «Сонечко і снігові чоловічки» (1985, аніматорка),
- «Ґаврош», «Історія про дівчинку, яка наступила на хліб» (1986, аніматорка),
- «Друзі мої, де ви?», «Твір про дідуся», «Як козаки інопланетян зустрічали» (1987, аніматорка),
- «Ми — жінки. Солодке життя» (1988, режисерка. Диплом учасниці Загреб-90, Югославія; Диплом журі «За лаконізм і виразність кіномови», МКФ «Молодість-89», Київ; Диплом Всесоюзного кінофестивалю «Дебют-90», Москва),
- «Моя сім'я» (1989, аніматорка),
- «Три Паньки хазяйнують» (1990, аніматорка),
- «Було скучно...» (1991, режисерка),
- «Сім мам Семена Синєбородька» (1993, режисерка),
- «Історія одного Поросятка» (1994, режисерка. Головний приз «Анімаційне кіно» на III МКФ жіночого кіно, Мінськ, 1995; Спеціальний приз і диплом журі IV МКФ «Золотий Витязь», Москва, 1995; Головний приз «За найкращий дитячий фільм» III МКФ анімаційних фільмів «Крок», Київ),
- «Казка про богиню Мокошу» (1995, аніматорка),
- «Як метелик вивчав життя» (1997, режисерка),
- «Синя шапочка» (1998, аніматорка),
- «Війна яблук та гусені» (2004, аніматорка),
- «Гора самоцвітів. Лис і дрізд» (2006, аніматорка),
- «Маленький великий пес» (2008, режисерка)
- «Лежень» (2013, авторка сценарію та режисерка) та ін.

## Джерело
- Цей день в історії[недоступне посилання з липня 2019]